# فرودگاه تک‌بانده غزه
فرودگاه تک‌بانده غزه (به انگلیسی: Gaza Airstrip) یک فرودگاه با کد یاتا GHK است که یک باند فرود سنگفرش دارد و طول باند آن ۸۰۰ متر است. این فرودگاه در نوار غزه کشور تشکیلات خودگردان فلسطین قرار دارد و در ارتفاع ۳۳ متری از سطح دریا واقع شده است.